# ルネサス セミコンダクタ パッケージ&テスト ソリューションズ
ルネサス セミコンダクタ パッケージ&テスト ソリューションズ株式会社は、過去に存在したルネサスエレクトロニクスの完全子会社で半導体、特に集積回路（LSI）の後工程製造を行う会社であった。
2019年1月1日付で親会社のルネサスエレクトロニクスに吸収合併され、消滅した。

## 概要
九州3県および山口県にあったNECエレクトロニクスの製造子会社（かつては1工場1子会社であった）5社が2度の再編を経て統合してNECセミコンダクターズ九州・山口となった。2010年4月1日に、親会社であるNECエレクトロニクスがルネサス テクノロジと合併してルネサス エレクトロニクスとなったのに伴い、ルネサス セミコンダクタ九州・山口株式会社に変更した。
2014年4月1日に、ルネサス エレクトロニクスが生産子会社を再編・集約。後工程製造を当社が担うこととなり、現社名に変更した。現法人の創業の地である川尻工場は、この再編でルネサス セミコンダクタ マニュファクチュアリングに移管された。

## 沿革
- 1969年（昭和44年）9月12日 - 熊本県熊本市に九州日本電気株式会社（NEC九州）設立、熊本工場（熊本川尻工場）の操業を開始。
- 1979年（昭和54年）
  - 10月 - 福岡県柳川市に福岡日本電気株式会社（NEC福岡）設立、福岡工場の操業を開始。
  - 11月 - NEC九州がデミング賞（実施賞）受賞[4]。
- 1981年（昭和56年）4月 - 熊本県球磨郡錦町に熊本日本電気株式会社（NEC熊本）設立、熊本錦工場の操業を開始。
- 1985年（昭和60年）4月 - 山口県厚狭郡楠町（現・宇部市）に山口日本電気株式会社（NEC山口）設立、大分県中津市に大分日本電気株式会社（NEC大分）設立、山口工場・大分工場の操業を開始。
- 2001年（平成13年）10月 - 半導体製造の「後工程」（ウエハの組立・選別・検査・パッケージング）事業を担っているNEC福岡・NEC熊本・NEC大分を統合（NEC福岡に他2社が合併）し、NECセミコンダクターズ九州株式会社設立。
- 2004年（平成16年）10月 - NEC山口の「後工程」部門をNECセミコンダクターズ九州に統合し、NECセミコンパッケージ・ソリューションズ株式会社（SPACKS）に改組。
- 2008年（平成20年）4月 - NEC九州、SPACKS、NEC山口が合併（NEC九州に他2社が合併）し、NECセミコンダクターズ九州・山口株式会社に改組。
- 2010年（平成22年）4月 - ルネサス セミコンダクタ九州・山口株式会社に社名変更。NECグループより離脱。
- 2011年（平成23年）6月30日 - この日をもって福岡工場を閉鎖[5]。4工場体制に移行。
- 2014年（平成26年）4月1日 - ルネサス北日本セミコンダクタ（結晶事業除く）、ルネサス柳井セミコンダクタ、羽黒電子、北海電子、ルネサス九州セミコンダクタを吸収合併するとともに、ルネサス エレクトロニクスの「後工程」製造事業を継承。山口工場・川尻工場を含む「前工程」製造事業はルネサス セミコンダクタ マニュファクチュアリングに移管。ルネサス セミコンダクタ パッケージ&テスト ソリューションズ株式会社に社名変更。本社を熊本県熊本市から群馬県高崎市へ移転[6]。
- 2015年（平成27年）6月30日 - 柳井工場を閉鎖[7]。
- 2017年（平成29年）5月1日 - 電子機器事業（産業用制御ボード受託開発・製造、画像認識システム開発・製造・販売）を日立マクセルに譲渡[8]。
- 2018年（平成30年）10月31日 - 親会社のルネサスエレクトロニクスが当社を2019年1月1日付けで吸収合併することが決定[9]
- 2019年（平成31年）1月1日 - 親会社のルネサスエレクトロニクスに吸収合併され、解散[2][3]

## 工場
- 本社 - 群馬県高崎市西横手町111
- 米沢工場 - 山形県米沢市大字花沢字八木橋東3-3274
- 大分工場 - 大分県中津市伊藤田4200
- 錦工場 - 熊本県球磨郡錦町一武2626

## スポーツ活動等
かつてはバドミントン部と女子卓球部の存在が知られていた。
バドミントン部はNEC九州時代に設立されたもので、本拠地は熊本川尻工場（現・ルネサス セミコンダクタ マニュファクチュアリング）内。チーム名は2010年までは略称の「NEC九州」→「NEC SKY」→「ルネサスSKY」としていた。2008年の日本リーグで三洋電機に次ぐ2位（2010年は日本ユニシス・三洋電機に次ぐ3位）。日本代表にも選手を送っており、末綱聡子・前田美順ペアが北京オリンピック女子ダブルスで4位、藤井瑞希・垣岩令佳のペアがロンドンオリンピック女子ダブルスで銀メダルを獲得している。2011年度からは高崎ソフトボール部と並ぶルネサス エレクトロニクスの主要な企業スポーツとしても位置づけられ、チーム名も単に「ルネサスバドミントン部」となった。チームの運営はルネサス セミコンダクタ九州・山口（2014年の再編後はルネサス セミコンダクタ マニュファクチュアリング）が行っていたが、ルネサスの企業内構造改革に伴い、2014年シーズン限りでバドミントン部を再春館製薬所に移管することが発表された。
女子卓球部もバドミントン部と同じく熊本川尻工場を本拠としていた。2007年の日本卓球リーグ2部で優勝し2008年シーズンに1部に昇格したものの最下位となり、翌シーズンは再び2部降格となったが2010年に1部再昇格。しかしこのシーズンも降格が決定し、2011年3月31日をもって日本卓球リーグ実業団連盟から退会、現在は一般クラブとして活動している。

## 労働問題
同社米沢工場で2001年から2017年まで勤務していた男性は、2017年1月23日深夜に帰宅した後、翌24日未明に倒れ、搬送先の病院で死亡確認。 山形労働局米沢労働基準監督署は、男性の死亡直前の1週間で約25時間、4ヵ月間では1カ月平均で約80時間の時間外労働を行っていたと認定した上で、達成困難なノルマが課されたことで疲労の蓄積を伴う過剰な業務に就いていたと認め、2017年12月7日付で労災認定した。